# Juletraditioner
Juletraditioner omfatter en lang række traditioner, skikke, religiøse ritualer og folklore, der bliver associeret med fejring af julen. Mange af disse traditioner varierer fra land til land og også fra region til region, mens andre er mere universelle og bliver praktiseret på samme måde over hele verden.
Traditioner som bliver associeret med julehøjtiden har mange forskellige oprindelser og er meget forskelligartede. Nogle traditioner har udelukkende en kristen religiøs karakter og stammer fra denne religion, mens andre har en hedensk oprindelse mens andre igen er mere kulturelle eller sekulære, og de kan være opstået uden for kristendommens indflydelse. Juletraditioner har ændret og udviklet sig meget siden jul oprindeligt blev vedtaget som en højtid, og fejringen kan blive meget påvirket af tidspunktet og området, hvor den foregår.

## Kirke
Julen en højtid inden for lutheranisme, den romerskkatolske kirke og den anglikanske kirke. I områder, hvor disse typer kristendom findes, bliver der normalt afholdt julegudstjenester. Sammen med påske er julen den periode på året, hvor flest mennesker går i kirke. En undersøgelse fra 2010 udført af LifeWay Christian Resources konkluderede at seks ud af ti amerikanere gik i kirke i juledagene. I Storbritannien meddelte den engelske kirke at 2,5 mio. personer deltog i julegudstjenester i 2015.

## Juledekoration
Traditionen med at opsætte særlige dekoration og pynt omkring juletid går langt tilbage. Allerede i 1400-tallet er der kilder på, at man i London havde tradition for at hvert hus i byen og alle sognekirker blev dækket med
steneg, efeu og lignende på denne tid af året. De hjerteformede blade skulle symbolisere Jesu fødsel, mens kristtorn blev set som beskyttelse mod hedninge og hekse, og de røde bær repræsenterede tornekronen, som Jesus bar, da han blev korsfæstet.
Krybbespil kendes helt tilbage fra 900-tallet i Romerriget. De blev populariseret af Frans af Assisi fra 1223 og spredte sig hurtigt i hele Europa.
Traditionelle julefarver er rød, grøn og guld. Den røde farve symboliserer Jesu blod, den grønne symboliserer evigt liv, særligt på stedsegrønne træer, der ikke mister bladene om vinteren, og guld stammer fra at en af de tre gaver som Jesu fik af de tre vise mænd. Disse farver bruges til alle typer juledekorationer, julepynt og meget andet.
Det første juletræ blev brugt af tyske lutheranere i 1500-tallet, og kilder tyder på, at der blev opsat et juletræ i Strassburg Katedral i 1539 under ledelse af Martin Bucer. I USA bragte tyske lutheranere juletræet med sig og begyndte at pynte det med lys.
I dag dekoreres juletræet i Danmark med jylepynt af forskellig art som bl.a. juletræsstjerne, julehjerter og kræmmerhuse og lys.
I moderne tid er det blevet almindeligt at opsætte lysdekorationer på huse, bevoksning og andet i vinterhalvåret og særligt omkring jul.

## Krybbespil
I den kristne fejring af julen er krybbespil en af de ældste juletraditioner. Første gang man genopførte Jesu fødsel var i 1223, hvor Frans af Assissi opstillede en krybbespils-scene foran hans kirke i Italien, og der blev sunget julesalmer. I Frankrig, Tyskland, Mexico og Spanien bliver krybbespil ofte udført på gaden.

## Musik og julesange
De tidligste bevarede julesalmer stammer fra 300-tallet i Rom. I middelalderen spredte julesalmer sig i 1200- og 1400-tallet.
De første helt sekulære julesange begyndte at opstå i 1700-tallet. "Deck the Halls" er dateret til 1784 og ophavsretten til den amerikanske "Jingle Bells" er fra 1857. I Danmark skrev Peter Faber "Højt fra træets grønne top" og "Sikken voldsom trængsel og alarm" i henholdsvis 1847 og 1848. I 1900-tallet blev der udgivet et stigende antal sæsonprægede sange, og de begyndte at blive produceret kommercielt. Disse inkluderede jazz og blues-sange.
I moderne tid bliver der hvert år udgivet mange julesange af kendte kunstnere. Af moderne juleklassikere findes bl.a. "Last Christmas", "Fairytale Of New York" "Do They Know It's Christmas?" og "All I Want for Christmas Is You". I Danmark udgav rapgruppen MC Einar nummeret "Jul det' cool" i 1988, der har været den mest spillede julesang i mange år.
En del af de klassiske julesalmer og sang bliver i Danmark sunget, mens man danser om juletræet.

## Julemad
En særligt julemiddag er en vigtig del af moderne juletraditioner, og maden, der bliver serveret, varierer meget fra land til land. I nogle regioner er der særlige retter, som spises juleaften, som på Sicilien, hvor der bliver serveret 12 salgs fisk. I Storbritannien og områder, som har været under indflydelse af dette land, består julemiddagen typisk af kalkun, gås eller andre store fugle, sovs, kartofler, grøntsager og nogle gange brød og cider. I Danmark består julemiddage af and, gås eller flæskesteg, kåldolmere evt. kombineret med medisterpølse og/eller rødkål/grønlangkål og brunede kartofler.
Særlige desserter bliver også serveret, som Christmas pudding, mince pies, fruit cake og bûche de Noël. I Danmark bliver der normalt spist risalamande med varm kirsebærsovs eller risengrød med kanel, som både kan spises som forret og som dessert, og i den forbindelse uddeles en mandelgave til den som finder af mandlen.
I Polen og andre dele af Østeuropa og Skandinavien bliver der ofte serveret fisk som en traditionel hovedret, men lammekød bliver i højere grad også spist. I Sverige er der normalt med en særlig type af det kolde bord, hvor skinke, kødboller og sild spiller en vigtig rolle. I Danmark findes en lignende pendant, som normalt spises ved julefrokoster. I Tyskland, Frankrig og Østrig er gås og svin foretrukket. Svinekød, øksekød og kylling bliver spist over hele verden i forskellige retter.
Konfekt af marcipan og nougat er en populær sød spise i julen, ligesom der ofte produceres forskellige typer chokolade med julemotiver.
I Storbritannien drikkes eggnog, som en traditionel juledrik. Der findes en række forskellige typer mulled wine, som bl.a. Glühwein fra Tyskland og glögg i Norden. Fælles for dem alle er, at de typisk består af varm vin med forskellige krydderier og frugter i. I Danmark bliver der hvert år solgt julebryg fra en lang række forskellige bryggerier. Bryggeriet Tuborg har gjort det til en fast tradition at salget af deres julebryg sættes i gang i november på en dag, som er blevet kendt som J-dag.

## Julekort
Omkring juletid er det i mange lande en tradition, at sende julekort til familie og venner. Kortene har normalt et julemotiv for forsiden og indeholder ønsker om en "god jul og godt nytår". Det første kommercielle julekort blev produceret af sir Henry Cole i London i 1843.
Til julekortene bliver der ofte produceret særlige frimærker eller julemærker, som kan sættes på kortene.

## Gavegivning
I moderne juletradition er udvekslingen af gaver et vigtigt element, hvilket gør perioden til den mest indbringende tid på året for langt de fleste brancher af detailhandelen over hele verden. Traditionen med at uddele gaver bliver normalt associeret med Sankt Nikolaus, og der blev givet guld, røgelse og myrra til Jesu fødsel.
Gaverne placeres ofte under juletræet, men nogle steder placeres de i julesokker.

### Gavebærende personer
En række forskellige figurer bliver associeret med jul og gavegivning. Disse tæller Christkind, Fader Jul, Julemanden og Sinterklaas. I Holland giver Sinterklass gaver til børnene den 6. december. I Norden giver Julemanden gaver den 24. december, mens de i Storbritannien og USA bliver givet den 25. december om morgenen.

## Underholdning
I moderne tid er det blevet en tradition med julefilm. Disse tæller både traditionelle julefilm som bl.a. Love Actually, Alene Hjemme og Polar-Ekspressen, men andre typer film har også vundet indpas som julefilm, som actionfilmen Die Hard, der blev udråbt som den bedste julefilm nogensinde i 2018. I Storbritannien sendte BBC i 2000'erne gerne James Bond og/eller Harry Potter-filmserien i juledagene. I Danmark er Peter Jacksons filmtrilogi Ringenes Herre også blevet sendt flere gange.
I Skandinavien er det siden 1960 blevet en tradition af flere fjernsynskanaler sender tv-julekalender med ét afsnit hver dag.
I mange lande sendes Disney Juleshow, der er et sammenklip af forskellige film, som The Walt Disney Company har produceret i dagen omkring juleaften. Det blev sendt i USA første gang i 1958, og i Danmark blev det sendt første gang siden 1967. I 1970'erne og 1980'erne skiftede det lidt, hvilken dag det blev sendt, men siden 1991 har det været fast den 24. december.
Skuespillet Nøddebo Præstegård fra 1862 skrevet af Elith Reumert er et stykke, som traditionelt opsættes flere steder i landet ved juletid. Det er også blevet filmatiseret flere gange.